# 鹿島臨海鉄道7000形気動車
鹿島臨海鉄道7000形気動車（かしまりんかいてつどう7000がたきどうしゃ）は、1992年（平成4年）に2両が製造された鹿島臨海鉄道大洗鹿島線用気動車である。

## 概要
大洗や鹿島灘・北浦などの優れた自然資源を活用し、観光客の誘致を図るために、沿線地域のシンボルとなるような近代的装備を持つリゾート列車を走らせ、大洗鹿島線沿線地域の地域産業のイメージアップや活性化を期待して導入された。財源は、東海村への原子力発電所建設の見返りとして茨城県に交付された電源移出県等交付金が活用され、1992年7月に2両（7001・7002）が日本車輌製造で製造された。所有は上記理由につき茨城県であるため、鹿島臨海鉄道に貸し付ける形となっていた。

## 構造

### 車体
車体は片運転台構造で、全長21.0m（車体長20.5m）全幅2.990mの普通鋼である。
外観デザインは、「乗ること自体が楽しく快適に」をコンセプトとしてリゾート志向を盛り込んだものであり、前面形状は、平面と傾斜の組み合わせで、居住空間を広げるために同車の6000形より全長・全幅・全高を大きくし、幅を広げた影響により傾斜部と隅柱部に丸みをもたせ、構体下部に勾配をつけ、全体的に柔らかい丸みに見えるようにしている。前面窓は曲線1枚ガラス窓で防曇ガラスヒーターを組み込み、客室からの展望を良くし、腰部中央付近には前部標識灯（前照灯）が2灯と後部標識灯（尾灯）を2灯それぞれ設置している。大型化した側面表示器は各車の側面にそれぞれ1箇所ずつ設置している。
外板塗色は、アイボリーホワイトを基調としており、鹿島灘・はまなすをイメージした青色と赤色を腰部に描いたツートンカラーで、窓周りは黒色に近いダークグレーとした。

### 車内
乗降扉は、片側1箇所のDP40Y・自動片開き扉を連結器側に各車両ごと左右1箇所に設置し、幅は850 mmである。
客室は、壁面と天井の色をグレー系の濃淡とし、内装はメラミン樹脂積層アルミ化粧板を使用しており、室内の高い位置からより視界が得られるように通路やラウンジスペースより100 mm高いハイデッカー構造であり、床面高さは1,330 mmである。客室と乗降扉がある出入台の仕切り扉には、遮音性や冷暖房効果を高めるために自動扉で電気式のEDR-03-1を採用、開閉の検知はかもい内に光電スイッチを内蔵し、客室側の仕切り扉上には車内案内表示装置を設置している。客室とラウンジスペースの仕切りは腰の高さまでの衝立式とした。客室側の仕切り壁には大型の液晶テレビを設置し、BS放送やVHS方式のビデオカセットレコーダーからのビデオ映像、各乗務員室先頭に取り付けられたテレビカメラからの映像を映し出すことができる。7002号車側ではカラオケ装置を搭載し、7002号車側の車内からカラオケを歌うことができ、上記の液晶テレビやカラオケの音声は、大型ハイファイスピーカーを介して全車両へ放送される仕組みとなっている。ラウンジスペースと運転室の仕切りには扉も含めて大型の仕切りガラスを採用し、前方視界を確保している。
床構造は、台枠の上に25mmのキーストンプレートを使用し、その上に通常よりも厚くした床詰物・ユニテックスE+E2、更にタイルカーペットを張り、防音性の向上を図った。
座席は、2 + 2の4列配置であり、7002号車側の客室側の仕切り扉付近1箇所のみ2列配置とし、車椅子スペースを設け、定員は、7001号車側は44人、7002号車側は42人である。また、それぞれの運転席側にはラウンジスペースを設け、6人分の定員外の座席を左右に横向きに設置している。
腰掛は回転リクライニングシートでバケットタイプであり、色はパープル、ラウンジスペースの腰掛の色はブラウン系で肘掛け部は濃い茶色である。
座席上にある荷物棚は、アルミ押出材の枠にポリカーボネイト樹脂の型押材の棚板を使用しており、荷物棚の枠表面に化粧シートを張り、後枠はカーテンカバー兼用の構造である。
車内照明は半間接構造であり、各設置箇所や灯数は下記表の通りである。なお、車内照明器具は全て直流24Vである。
| 設置箇所   | ワット数 | 設置灯数 | 備考         |
| ---------- | -------- | -------- | ------------ |
| 客室内天井 | 40W      | 22       |              |
| 客室内天井 | 20W      | 2        |              |
| 読書灯     | 12W      | 24       |              |
| 出入台     | 40W      | 1        |              |
| 出入台     | 20W      | 1        |              |
| 大便所     | 20W      | 1        |              |
| 小便所     | 20W      | 1        |              |
| 化粧室     | 20W      | 1        |              |
| 化粧室     | 40W      | 1        | ダウンライト |
| 車掌室     | 20W      | 1        |              |
| 運転室     | 40W      | 1        |              |

側窓は内外ともに複層強化ガラスであり、窓内きせはFRP製の一体はめ込み式で室外側で熱線を吸収できる構造とし、断熱性の向上を図った。
乗務員室は全室運転室形であり、運転台の運転機器は横形の主幹制御器とブレーキ設定器が別にあるツーハンドル方式で、燃制ハンドルや逆転ハンドル、前灯・前灯減光スイッチやATS確認スイッチ、デッドマンリセットスイッチがある。なお、各計器の照明は全てLEDとなっている。
モニタ装置は、各車の主要機器の制御や状態を監視できる装置であり、設定器の変換器を介して車内表示器や行先種別表示器、モニタ表示器などにON - OFFの指令出力や車内表示器や行先種別表示器への表示を行うことができる仕組みであり、モニタ表示器は乗務員室の運転台横に設置している。
保安装置は、ATS-Sであり、デッドマン装置を備えている。
トイレは、走行区間が53 kmと長く沿線の環境保全のために、各車両の出入台付近に大型の洋式便所と男子用便所、化粧室を設けており、内装は淡いクリーム色の化粧板を使用している。洋式便所の便器は陶器製で、男子用便所はストール形で床への飛散を防止しており、汚物と排水処理は貯留循環式で、汚物処理タンクは7001号車の出入台の床下に設置している。

### 走行装置
走行用ディーゼルエンジンは、6000形と同様の新潟鐵工所製の6L13AS（169 kW (230 PS) / 1,900 rpm）を各車に1基搭載し、最高速度は95km/hである。
液体変速機は、6000形と同様の6要素3段タービン式湿式多板クラッチ付の変速1段・直結1段新潟コンバーター製液体式・DB115（Ms300）を1基搭載している。変速機制御は、先頭車から総括指令でその時の車両速度に応じて変速・直結指令を各車両に伝達する仕組みであり、車両速度が55km/hまで上昇すると変速電磁弁が閉じて変速機が中立となり、回転数検出装置が磁気近接センサーとの組み合わせで自動的に検知をし、機関回転数が1000 rpmから1100 rpmの間に回転数を合わせ、直結指令を出して直結電磁弁が開き、直結段へ投入完了となる。直結段で走行中に48 km/hに速度が低下すると、回転数検出装置が検知し、自動で直結電磁弁が閉じて変速電磁弁が開く仕組みとなっている。
制動装置は、6000形と同様の階段ゆるめ作用のA制御弁・DA1A空気ブレーキであり、保安ブレーキや手ブレーキも装備している。
台車は、6000形と同様の動力台車形式ND217、付随台車形式ND217Tであるが、国鉄気動車で採用されたDT22・TR51に準じたものであり、車輪径は、国鉄気動車と同じ860mmである。基礎ブレーキは、片押式踏面ブレーキである。

### 空調装置
冷房装置は、集中パワーユニット式であり、パワーユニットを床下に設置し、屋根上にクーリングユニット・熱交換器をそれぞれ2基搭載しており、パワーユニットの能力は1両辺り能力23.26kW（20,000 kcal/h）である 走行用ディーゼルエンジンとは別系統のため、停車中でも使用することができる。
暖房装置は、機関冷却水を使用した車内放熱器・温水ファンヒータであり、温風として放熱させる仕組みである。温度調節器で設定した温度で室内を快適に保つことができ、放熱器は客室の座席下に能力2.62kW（2,250 kcal/h）を14台、運転室に2.62kW（2,250 kcal/h）を2台、車掌室に2.62kW（2,250 kcal/h）を1台設置している。
換気装置は、天井に電動換気扇を5台設置し、能力は380m3/hである。

## 車歴
| 車両番号 | 製造年月  | 竣工年月      | 使用開始      | 茨城県へ返却日 | 廃車           |
| -------- | --------- | ------------- | ------------- | -------------- | -------------- |
| 7001     | 1992年7月 | 1992年7月13日 | 1992年7月15日 | 2015年9月4日   | 2015年10月24日 |
| 7002     | 1992年7月 | 1992年7月13日 | 1992年7月15日 | 2015年9月4日   | 2015年10月24日 |

## 運用
1992年（平成4年）7月末より「マリンライナーはまなす号」として運用を開始した。1998年（平成10年）12月に「マリンライナーはまなす号」が廃止され、以降は臨時列車として運用されていたが、2010年（平成22年）3月の運行を最後に運用から離脱し、神栖駅構内に留置された。
その後、2015年（平成27年）9月4日付で茨城県に返却され、同年10月24日付で廃車となり形式消滅した。廃車後は個人に売却され、現在は茨城県筑西市のザ・ヒロサワ・シティで静態保存されている。